# Kanton Saint-Savin (Gironde)
Kanton Saint-Savin (fr. Canton de Saint-Savin) je francouzský kanton v departementu Gironde v regionu Akvitánie. Skládá se ze 16 obcí.

## Obce kantonu
- Cavignac
- Cézac
- Civrac-de-Blaye
- Cubnezais
- Donnezac
- Générac
- Laruscade
- Marcenais
- Marsas
- Saint-Christoly-de-Blaye
- Saint-Girons-d'Aiguevives
- Saint-Mariens
- Saint-Savin
- Saint-Vivien-de-Blaye
- Saint-Yzan-de-Soudiac
- Saugon